# Jenő Szántay
Jenő József Tamás Pál Szántay (ur. 10 marca 1881 w Vácu, zm. 11 grudnia 1914 w Limanowej) – węgierski szermierz, uczestnik letnich igrzysk olimpijskich w Londynie w 1908 roku.
Służył w 10 pułku huzarów, dowodząc szwadronem karabinów maszynowych. Zginął podczas Bitwy pod Limanową w czasie I wojny światowej.